# Ajakirjade Kirjastus
Ajakirjade Kirjastus foi uma editora estoniana que existiu entre 2000 e 2018.
A editora foi criada em 2000, quando o Eesti Ajakirjade Kirjastus (subsidiária do Eesti Meedia ) e o Ajakirjade Grupp (subsidiário do Ekspress Grupp ) foram fundidos.
Em 2010, a editora havia emitido 24 revistas/jornais.
A editora era proprietária de portais, como NaisteMaailm.ee, Kroonika.ee, Toidutare.ee e Telekas.ee.
A partir de 2011 a editora vendia revistas também através de uma banca de jornais digitais ( em estoniano:  lehekiosk   ) chamada Zinio.